# LZ 129 Hindenburg
LZ 129 Hindenburg, ou simplesmente Hindenburg, foi um dirigível construído pela empresa Luftschiffbau-Zeppelin GmbH, na Alemanha. O dirigível, até os dias atuais, retém o título de a maior aeronave a voar. Foi um ícone da indústria alemã amplamente empregado como tal na propaganda nazista. Seu primeiro voo foi em 1936 e foi usado em 63 voos durante 14 meses até o seu fim trágico em 6 de maio de 1937.

## Características
Conhecido como Zepelim, o dirigível, com 245 metros de comprimento era sustentado no ar por 200 mil metros cúbicos de hidrogénio. Manteve o título de maior dirigível em operação de 1935 até 1937 e ainda detém o de maior nave já a voar, mesmo nos dias atuais. Era impulsionado por quatro motores Mercedes-Benz de 1 200 HP cada, que moviam hélices de mais de 6 metros de altura. O dirigível tinha autonomia de voo de 16 000 km quando completamente abastecido.
O dirigível era inflado com hidrogênio, ao invés de hélio, principalmente devido ao preço, que era mais barato, também o uso do hidrogênio diminuía a dependência do hélio que era em sua maior parte importado dos Estados Unidos.

## História operacional
O Hindenburg voou pela primeira vez em 4 de março de 1936 em um voo teste em Friedrichshafen com 87 pessoas a bordo. A pintura inicial continha os anéis olímpicos numa forma de promover os Jogos Olímpicos de 1936, fazendo um voo de demonstração durante a cerimônia de abertura.
O primeiro voo comercial se deu em 31 de março de 1936 em uma viagem de quatro dias de Friedrichshafen para o Rio de Janeiro, um dos quatro motores quebrou e o dirigível teve de fazer um pouso em Recife (ver: Torre do Zeppelin). Na viagem de volta, outro motor quebrou no Saara forçando aterrisagens não programadas no Marrocos e na França.
No total, o Hindenburg cruzou 17 vezes o oceano Atlântico, sendo 10 viagens para os Estados Unidos e 7 para o Brasil. Uma viagem da Alemanha para os Estados Unidos custava 400 dólares.
Em sua última viagem saiu de Hamburgo e cruzou o Atlântico a 110 km/h, chegando à Costa Leste dos Estados Unidos em 6 de maio de 1937.
|                                                                       |                                             |
| Primeiro pouso do Hindenburg nos Estados Unidos em 9 de maio de 1936. | O Hindenburg sobrevoando Manhattan em 1937. |

## Desastre
Em 6 de maio de 1937 ao preparar-se para aportar no campo de pouso da base naval de Lakehurst (Lakehurst Naval Air Station), em Nova Jersey, nos Estados Unidos, o gigantesco dirigível Hindenburg contava com 97 ocupantes a bordo, sendo 36 passageiros e 61 tripulantes, vindos da Alemanha. Durante as manobras de pouso, às 19 horas e 30 minutos, um incêndio tomou conta da aeronave e o saldo de mortos foi de 13 passageiros, 22 tripulantes a bordo e 1 técnico em solo, totalizando 36 fatalidades.
O gás de hidrogênio usado para mantê-lo no ar, altamente inflamável, foi inicialmente responsabilizado pelo enorme incêndio que tomou conta da aeronave e durou exatos 30 segundos. Logo após o evento, o governo alemão também sugeriu, de imediato, que uma sabotagem derrubara o grandioso Zeppelin, que representava a superioridade tecnológica daquele país. Ambas as afirmações iam-se mostrar, contudo, essencialmente incorretas após as investigações.
|                                                                             |                                                                        |                                                                                |
| Em 6 de maio de 1937...                                                     | ...o incêndio que destruiu o Hindenburg...                             | ...no momento em que se preparava para pousar em Lakehurst nos Estados Unidos. |
|                                                                             |                                                                        |                                                                                |
| Cinejornal, da Universal Newsreel, sobre o desastre, exibido em 10 de Maio. | Fragmento de duralumínio, queimado e que foi recuperado dos destroços. | Alguns dos oficiais e tripulantes, sobreviventes do desastre, em 9 de Maio.    |

## Imagens

### Infografia
| | |
| LZ 129 Hindenburg, 245m (verde escuro) Comparação do tamanho com: 1 - RMS Queen Mary 2, (345m, rosa) 2 – USS Enterprise, (342m, amarelo) 3 - Classe Yamato (263m, azul escuro) 4 - Empire State, (443m, cinza) 5 - Knock Nevis (super-petroleiro, 458m, vermelho) 6 - Pentágono, (431m, azul claro) 7 - Apple Park, (464m e diâmetro interno de 354m, verde claro). | Comparação em tamanho com outras aeronaves: Antonov An-225 Mriya (84 m, em verde) Boeing 747-8 (76.4 m, em azul claro) Airbus A380-800 (73 m, em rosa) Hughes H-4 Hercules (66,6 m, em amarelo). |

### Galeria
|                           |                                           |                               |
| Diagrama de seu interior. | Sala de máquinas, ao fundo vê-se a cauda. | Motor.                        |
|                           |                                           |                               |
| Cozinha.                  | Restaurante.                              | Sobrevoando o Recife em 1936. |